# Albert Soboul
Albert Marius Soboul (Orán, 1914. április 27. – Nîmes, 1982. szeptember 11.) francia történész, a Sorbonne professzora. Kutatási területe a francia forradalom története és Napóleon voltak.

## Élete
Ammi Moussában (Algéria) született. Röviddel születése után apja elesett az első világháborúban. Nővérével Gisèle-lel egy ideig Algériában éltek, majd anyjuk halála után 1922-ben Nîmes-be költöztek Marie nagynénjükhöz. Itt kezdte meg középiskolai tanulmányait, amit Montpellier-ben, majd a Louis-le-Grand de Paris középiskolájában folytatott. Tanulmányait a Sorbonne-on fejezte be.
Pierre Derocles álnéven 1937-ben Saint-Justről publikált egy tanulmányt, majd 1939-ben belépett a Francia Kommunista Pártba. 1939-40 folyamán katonai szolgálatot látott el, majd leszerelése után középiskolai tanár lett Montpellier-ben. 1942-ben letartóztatták mivel részt vett egy betiltott diáktüntetés szervezésében A háború alatt a Musée national des arts et traditions populaires megbízásából bejárta Franciaországot a vidéki lakosság életét tanulmányozva. A kutatói tevékenysége, illetve az ezzel járó gyakori utazások megkönnyítették számára, hogy részt vegyen a francia ellenállásban.
A felszabadulás után visszatért a montpellier-i középiskolába, majd Marcelin-Berthelot, végül pedig a Henri-IV. középiskolába nevezték ki. Barátja, Georges Lefebvre irányításával készítette el disszertációját 1958-ban a párizsi sans-culotte-okról (Les sans-culottes parisiens en l’an II). Ezt követően Clermond-Ferrand egyetemére kapott kinevezést, majd 1967-ben a Sorbonne-on lett tanszékvezető és a Francia Forradalom Történeti Intézetének (Institut d'Histoire de la Révolution française) vezetője.
Elkötelezett marxistaként a forradalomban a különböző osztályok közötti küzdelmet látta. A 70-80-as évektől felfogását bírálva jelent meg a magát revizionistának nevező irányzat, melynek a legismertebb képviselője François Furet. A francia forradalom Múzeumának dokumentációs Központja a nevét viseli.
A Père-Lachaise temetőben temették el, nem messze attól a helytől (Mur des Fédérés), ahol a párizsi kommün harcosait (kommünárdok) kivégezték 1871 májusában.

## Magyarul megjelent művei
- Az 1848-as francia forradalom; ford. Baudiss Margit; Szikra, Bp., 1949 (Marxista ismeretek kis könyvtára)
- A francia forradalom 1789–1799; ford. Ballenegger Henrik; Szikra, Bp., 1949 (Tudomány és haladás)
- A francia forradalom története. 1789-1799; ford. Józsa Péter; Kossuth, Bp., 1963
- Saint-Just: Beszédek és beszámolók; ford. Remsei Flóra, bev., összekötő szöveg, jegyz. Albert Soboul; Gondolat, Bp., 1969
- XVI. Lajos pere; ford. Józsa Péter; Kossuth, Bp., 1970
- Népi mozgalom és forradalmi kormány Franciaországban, 1793–1794; ford. Kis János; Kossuth, Bp., 1983 ISBN 9630920972
- A francia forradalom története, 1789-1799; ford. Józsa Péter, kiegford. Hahner Péter; 3. átdolg. kiad.; Kossuth, Bp., 1989
- A francia forradalom története, 1789-1799; ford. Józsa Péter; Kossuth, Bp., 1999 ISBN 9630940787
- Leírás és mérés a társadalomtörténetben : Ernest Labrousse bevezetőjével; ford. Ábrahám Zoltán ford.; in: Az Annales. A gazdaság-, társadalom- és művelődéstörténet francia változata / szerk. Benda Gyula és Szekeres András. L'Harmattan – Atelier, 2007. Budapest ISBN 9789637343148

## Fordítás
- Ez a szócikk részben vagy egészben  az   Albert Soboul című angol Wikipédia-szócikk fordításán alapul.  Az eredeti cikk szerkesztőit annak laptörténete sorolja fel. Ez a jelzés csupán a megfogalmazás eredetét és a szerzői jogokat jelzi, nem szolgál a cikkben szereplő információk forrásmegjelöléseként.
- Ez a szócikk részben vagy egészben  az   Albert Soboul című francia Wikipédia-szócikk fordításán alapul.  Az eredeti cikk szerkesztőit annak laptörténete sorolja fel. Ez a jelzés csupán a megfogalmazás eredetét és a szerzői jogokat jelzi, nem szolgál a cikkben szereplő információk forrásmegjelöléseként.